# Zinnaer Münzvertrag
Der Zinnaer Münzvertrag von 1667 wurde im Kloster Zinna, ca. 50 km südlich von Berlin, zwischen Kurbrandenburg und Kursachsen zur Vereinheitlichung ihres Münzwesens geschlossen. Der Münzvertrag definiert den 10½-Taler-Münzfuß („10½-Taler-Fuß“, Zinnaer Münzfuß).
Die beiden Staaten vereinbarten, als Münzfuß den 9-Talerfuß der Augsburger Reichsmünzordnung von 1559 bzw. 1566 für den Taler beizubehalten, aber die Scheidemünzen leichter, nämlich im 10½-Talerfuß auszumünzen.
Mit dem Vertragsbeitritt des Herzogtums Braunschweig-Lüneburg im Jahr 1668 wurde zugleich vereinbart, den 10½-Talerfuß auch auf die Ausprägung der 2/3-, 1/3- und 1/6-Taler-Münzen anzuwenden.